# Ocotea benthamiana
Ocotea benthamiana är en lagerväxtart som beskrevs av Carl Christian Mez. Ocotea benthamiana ingår i släktet Ocotea och familjen lagerväxter. Inga underarter finns listade i Catalogue of Life.